# Ian Borges
 Ian Borges  (Petrópolis, 16 de dezembro de 1986) é um ex-voleibolista indoor brasileiro  e que atuou vôlei de praia, através desta modalidade  foi medalhista  na categoria infanto-juvenil obtendo uma medalha de ouro e outra de prata, em edições do Campeonato Mundial de Vôlei de Praia nos anos de 2002 e 2003, respectivamente.Foi campeão do Campeonato Europeu na categoria sub-21 em 2004 e campeão da Etapa do Equador do Circuito Sul-Americano de 2006.

Ian Borges

## Carreira
Ian sempre teve contato com as práticas desportivas, desde os tempos de escola jogava futebol , futevôlei  com os amigos, mas o vôlei sempre foi sua  paixão.Iniciou a praticar aos nove anos  por influência  do pai, Álvaro, ex-voleibolista; frequentou as escolinhas da praia e em curto prazo de tempo passou para o vôlei indoor se tornando um atleta federado.Ian defendeu clubes como Canto do Rio, Fluminense e Niterói Vôlei Clube. Por ter iniciado na praia de Icaraí, em Niterói, não aguentou ficar muito tempo longe das areias, com apenas 14 anos de idade tentava conciliar seus trabalhos na quadra e na praia e  com estatura de 1,81m, percebeu ter maior facilidade para jogar na areia, já que para quadra sua altura é considerada baixa para os padrões internacionais.
Em 2002 foi eleito o Príncipe da Praia no Brasil.Em 2002 formou dupla com  Pedro Salgado para disputar o Campeonato Mundial Sub-18  sediado na Grécia, onde conquistou conquistando sua primeira medalha em competições internacionais e com este mesmo parceiro ficou com a medalha  de prata no mundial na referida categoria realizado na Tailândia em 2003 e para coroar sua ótima atuação foi eleito o melhor jogador do mundial
No Brasil sagrou-se tricampeão brasileiro de vôlei de praia na categoria sub-18 nos anos 2002, na sub-19 nos anos de 2003 e 2004, nos dois últimos anos fazendo dupla com Pedro Solberg.Representando o Vasco da Gama ao lado de Philippe Perdigão disputaram o Euro Beach, na categoria sub-18 do Campeonato Europeu de Vôlei de Praia realizado na cidade de Binic na França.
Em 2004 conquistou a medalha de ouro no Campeonato Europeu de Vôlei de Praia Sub-21 na França e foi eleito o Melhor Jogador da competição.Ainda em 2005 pelo Circuito Mundial, seus melhores resultados foram dois bronzes um na Etapa Satélite em Turku na Finlândia e outro no Challenger de Cagliari na Itália jogando com Ian Borges e  com este obteve um décimo sétimo lugar no Challenger de Rimini na Itália. Jogando ao lado Oscar Brandão ficou na quinta posição no Campeonato Mundial de Vôlei de Praia Sub-21 de 2005  cuja sede foi em Portugal.Conquistou conquistou o título da etapa de Esmeraldas , Equador, válida pelo Circuito Sul-Americano de Vôlei de Praia, na ocasião atuou ao lado de Rhooney Ferramenta.
Ao lado de Wallace Ramos disputaram os Jogos da Lusofonia em Macau no ano de 2006, mas não avançaram nas quartas de final, sendo derrotados pela dupla brasileira: Giuliano e Billy, cujo placar foi 2 sets a 1 ( 20/22, 21/17 e 15/11); eles tiveram uma nova chance na repescagem, mas sofreram mais uma derrota , desta vez para dupla portuguesa Pedro Rosas e José Pedrosa por 2 sets a 1 (24/22, 18/21 e 14/16).
Em 2008 disputou o Campeonato Mundial Universitário de Hamburgo na Alemanha, cuja qualificação para esta competição deu-se no Campeonato Brasileiro Universitário de Vôlei de Praia ocorrido em janeiro do mesmo ano.Ian foi convidado para fazer parte da comissão de atletas da competição, fato inédito para um atleta Brasileiro.No mundial jogou ao lado de Rhooney, no Grupo C, com apenas uma derrota avançaram para próxima fase perdendo para dupla chinesa e  terminaram então na décima sétima posição   após derrota para dupla espanhola Garcia & Marco Arroyo por 2x0 (16-21, 18-21).
Após se formar em Publicidade e Propaganda em 2008, na ESPM-RJ, e fazer um mestrado em Gestão de Recursos Humanos Internacionais na Panthéon-Assas em 2010, em Paris, Ian teve 12 anos de carreira corporativa em multinacionais, sendo seu último cargo Diretor de Marketing Digital e Comunicação na L’Oréal..
Durante 5 anos, empreendeu na área de educação online oferecendo cursos e mentorias sobre negócios online minimalistas para mais de 10.000 alunos, trabalhando de forma remota enquanto viajava pelo mundo como Nômade Digital, tendo visitado mais de 60 países.
Além disso, ao lado do empresário Ricardo Semler, também foi Co-fundador da LeadWise e sócio da Semco Style Institute, duas startups com o objetivo de “MAKE WORK AWESOME”, que ajudam líderes a criar organizações mais humanas, positivas, colaborativas e eficazes, através de práticas de gestão mais horizontais e participativas.
Ele facilitava essas transformações através de um novo modelo de consultoria sobre Futuro do Trabalho, promovendo experiências de aprendizado presencial/online e oferecendo ferramentas práticas para a gestão da mudança organizacional para mais de 500 empresas em mais de 15 países.
Em 2023, publicou o best seller Como Demiti Meu Chefe: Um caminho de reinvenção para quem quer se tornar CEO da Própria Vida, em uma narrativa sensível e empolgante, onde compartilha sua trajetória até se tornar campeão mundial de vôlei de praia, trazendo um relato visceral sobre sua transição de carreira, quando passou a ser executivo de multinacionais, e o que o levou a se libertar de seus chefes para levar uma vida com mais sentido e liberdade.
Em 2022, Ian co-fundou a metaKosmos e vem atuando como CEO dessa phygiTech que cria soluções 3D com Realidade Aumentada para Immersive Commerce como visualizadores 3D de produtos e provadores virtuais de moda e beleza para e-commerce, além de produzir conteúdos virais com novas tecnologias imersivas como as Realidades Estendidas (VR, AR, MR), CGI, VFX e IA generativa.
A metaKosmos existe para espalhar mais “WooWs” pelo mundo ajudando grandes marcas a encantarem seus públicos através de experiências memoráveis nessa nova era mais imersiva da internet.
Ian lidera um grupo de desbravadores apaixonados por tecnologias e loucos por resolver problemas no mundo de maneira criativa e sustentável. Ian também acredita que a Web3 moldará um novo estágio da evolução humana: os Homo Avataris.

## Títulos e resultados
- Etapa do Equador do Circuito Sul-Americano de Vôlei de Praia:2006[2][5]
- Campeonato Brasileiro Universitário de Vôlei de Praia:2008[2]
- Campeonato Europeu de Vôlei de Praia Sub-21:2004[2]
- Campeonato Brasileiro de Vôlei de Praia Sub-18:2002[2], 2003[2], 2004[2]

## Premiações individuais
- MVP do Campeonato Europeu de Vôlei de Praia Sub-21 de 2004[2]
- MVP do Campeonato Mundial de Voleibol de Praia Sub-19 de 2003[2]
- Príncipe da Praia do Circuito Brasileiro Banco do Brasil Sub-18 de 2002[2]